# Okręty podwodne typu Saphir
Okręty podwodne typu Saphir – typ sześciu francuskich okrętów podwodnych, zaprojektowanych jako podwodne stawiacze min, zbudowanych dla Francuskiej Marynarki Wojennej.
W latach 1926–1937 sześć okrętów podwodnych tego typu zostało zbudowanych przez stocznię Ateliers et Chantiers Augustin-Normand w Hawrze. Okręty podwodne typu Saphir służyły na początku II wojny światowej we Francuskiej Marynarce Wojennej, jednak po podpisaniu zawieszenia broni w czerwcu 1940 roku część okrętów przeszła na stronę aliantów („Rubis” oraz „Perle”), a druga część została przejęta przez marynarkę rządu Vichy („Diamant”, „Nautilus”, „Saphir” oraz „Turquoise”). Trzy z tych okrętów zostały zdobyte przez Włochów, ale nigdy nie zostały użyte bojowo przez nich. Powiększoną wersję tych okrętów, z inaczej skonfigurowanymi wyrzutniami min, stanowiły polskie okręty podwodne typu Wilk.

## Historia
Po I wojnie światowej francuska flota podwodna była w nie najlepszej kondycji. Okręty były mocno przestarzałe, w fatalnym stanie technicznym. Jednak Francja, choć mocno osłabiona wojną, zachowała swoje wielkomocarstwowe ambicje i zamierzała realizować zakrojony na szeroką skalę program rozbudowy sił morskich. Ponieważ traktat waszyngtoński ograniczał budowę ciężkich okrętów, plany te trzeba było mocno ograniczyć. Stawiało to Francję w roli "mocarstwa drugiej kategorii". W związku z tym przedstawiciele tego państwa na rozmowach rozbrojeniowych starali się uzyskać jak najwięcej w kategoriach lekkich jednostek. Ponieważ w tym kraju jeszcze przed I wojną światową planowano zbudowanie potężnej floty okrętów podwodnych (i torpedowców) jako środka do obrony metropolii, to w tej właśnie kategorii starano się wywalczyć największe ustępstwa. Zajmujący się budżetem floty Gustave de Kerguezec zamierzał zamiast dużych jednostek zbudować 200-250 okrętów podwodnych. Ponieważ ostatecznie Francja zdołała wytargować liczebność swej floty podwodnej na takim poziomie jak Wielka Brytania i Stany Zjednoczone, nic już nie stało na przeszkodzie realizacji ambitnych planów. Zamierzano budować dwie kategorie okrętów: duże oceaniczne, o wyporności 1500 t, i znacznie mniejsze, przeznaczone do służby na Morzu Śródziemnym, o wyporności w granicach 600 t. W pierwszych latach po wojnie konstruktorom udało się odrobić zaległości i francuskie okręty podwodne z dwudziestolecia międzywojennego miały stosunkowo dobrą opinię.
Jedną z pierwszych serii jednostek mniejszego typu były okręty typu Saphir. W latach 1926–1937 zbudowano sześć takich jednostek, z których pięć otrzymało nazwę od kamieni szlachetnych. Były to: "Diamant", "Rubis", "Perle", "Saphir" i "Turquoise". Szósta jednostka otrzymała nazwę "Nautilus".
W latach 1937–1938 rozpoczęto budowę jednostek typu Émeraude, przedłużonej wersji typu Saphir. Były one dłuższe o prawie 7 m i zabierały 40 min. Przed upadkiem Francji zdołano zwodować jedynie pierwszy okręt z serii.

## Opis konstrukcji
Głównym przeznaczeniem tych okrętów nie było zwalczanie przeciwnika za pomocą torped, lecz stawianie pól minowych. Temu celowi została podporządkowana ich konstrukcja. Stocznia Normand, która je budowała, skorzystała z rozwiązań konstrukcyjnych sprawdzonych na brytyjskich podwodnych stawiaczach min typu E z 1914–1918. Zastosowano więc układ dwukadłubowy, gdzie kadłub sztywny był całkowicie otoczony kadłubem wypornościowym. W przestrzeni między kadłubami zajmowanej przez zbiorniki balastowe znajdowało się 16 pionowych pojemników w grupach po cztery sztuki. Na jednej burcie znajdowały się dwie takie grupy. W każdym pojemniku mieściły się dwie miny o specjalnej konstrukcji. Wymagało to oczywiście konstruowania i produkowania stosunkowo niewielkich ilości takich min, potrzebnych tylko dla okrętów podwodnych.
Wyporność nawodna okrętów tego typu wynosiła 761 t, zaś podwodna 925 t. Okręty miały 65,9 m długości, 7,12 m szerokości, a ich zanurzenie wynosiło 4,3 m. Napęd tych jednostek stanowiły dwa silniki wysokoprężne o mocy 969 kW (1318 KM) oraz dwa silniki elektryczne o mocy 809 kW (1100 KM) napędzające dwie śruby, które rozpędzały te okręty do prędkości 12 węzłów (22 km/h) na powierzchni i 9 węzłów (17 km/h) pod powierzchnią wody. Zasięg tych okrętów (na powierzchni), w porównaniu do wielkości Morza Śródziemnego (tam gdzie najczęściej miały operować), był w miarę duży, bo wynosił 8059 mil morskich przy prędkości 7,5 węzła lub także 4000 mil morskich (7400 km) przy prędkości 12 węzłów, jednak pod powierzchnią wynosił zaledwie 92 mile przy prędkości 4 węzłów. Okręty te mogły zanurzyć się maksymalnie na głębokość 80 m. Załoga tych jednostek składała się z 42 oficerów i marynarzy.
Uzbrojenie torpedowe było zróżnicowane. Do atakowania większych okrętów służyły trzy wyrzutnie kalibru 550 mm, z tego dwie dziobowe i jedna rufowa. Mniejsze jednostki miały być atakowane z dwóch ruchomych wyrzutni kalibru 400 mm umieszczonych pod pokładem. Według pewnych danych podczas wojny wyrzutnie te zamieniono na większe, kalibru 533 mm. Do tego samego kalibru miano też doprowadzić wyrzutnie kadłubowe. Informacja ta może dotyczyć okrętów należących do Wolnych Francuzów. Dodatkowo jednostki te były uzbrojone w działo pokładowe kalibru 75 mm ustawione przed kioskiem. Uzbrojenie przeciwlotnicze tych okrętów składało się z jednego karabinu maszynowego kalibru 13,2 mm oraz dwóch karabinów maszynowych kalibru 8 mm.

## Okręty
| Nazwa       | Rozpoczęcie budowy   | Wodowanie        | Wejście do służby | Los                                                       |
| ----------- | -------------------- | ---------------- | ----------------- | --------------------------------------------------------- |
| „Saphir”    | 25 maja 1926         | 20 grudnia 1928  | 30 września 1930  | Zatopiony w maju 1943                                     |
| „Turquoise” | 20 października 1926 | 16 maja 1929     | 10 września 1930  | Zatopiony 6 maja 1943                                     |
| „Nautilus”  | 8 sierpnia 1927      | 21 marca 1930    | 15 lipca 1931     | Zatopiony 31 stycznia 1943                                |
| „Rubis”     | 3 kwietnia 1929      | 30 września 1931 | 4 kwietnia 1933   | Zatopiony 31 stycznia 1958 jako okręt-cel                 |
| „Diamant”   | 21 lipca 1930        | 18 maja 1933     | 20 czerwca 1934   | Samozatopiony 27 listopada 1942                           |
| „Perle”     | 21 lipca 1931        | 30 lipca 1935    | 1 marca 1937      | Zatopiony omyłkowo przez sojuszniczy samolot 8 lipca 1944 |

## Służba operacyjna
Podczas wojny pięć z tych okrętów operowało na Morzu Śródziemnym i tylko „Rubis” działał w ramach Home Fleet. Później zasilił szeregi Wolnych Francuzów. Podczas swojej służby u boku aliantów "Rubis" był bardzo skutecznym okrętem. Od kwietnia 1940 do końca 1944 roku przeprowadził 22 operacje minowania na wodach wokół Norwegii. Na postawionych przez niego minach zatonęło 15 jednostek, w tym trałowiec i 4 małe okręty do zwalczania okrętów podwodnych. Oprócz tego zatopił jeden statek torpedami. Z okrętów na Morzu Śródziemnym na stronę aliantów przeszedł "Perle", który 8 lipca 1944 roku został omyłkowo zatopiony na Atlantyku przez brytyjski samolot na pozycji 55°27′00″N 33°50′00″W/55,450000 -33,833333.
Z pozostałych jednostek "Diamant" uległ samozatopieniu w Tulonie 27 listopada 1942 roku. "Nautilus", "Saphir" i "Turquoise" zostały na przełomie lat 1941/1942 zdemobilizowane w Bizercie. Po zajęciu Tunisu przez wojska Osi zostały one w grudniu 1942 roku przejęte przez Włochów. "Saphir" otrzymał nową nazwę, a właściwie numer, "FR 112", a "Turquoise" – "FR 116". Okręty te nie nadawały się do użytku i rozbrojone pozostawały w Bizercie aż do końca działań w Afryce. Krótko przed kapitulacją Włosi je zatopili. Tylko "Rubis" przetrwał wojnę i został wycofany ze służby 4 października 1949 roku.